# و آن بالا خدا است
سریال «و آن بالا خدا هست» یکی از نخستین سریال‌های درام اجتماعی افغانستان پس از سقوط جمهوری در سال ۱۴۰۰ خورشیدی است که توسط مؤسسهٔ_فرهنگی_هنری_نمارسانه تولید شده است. این مجموعه با هدف بازتاب دغدغه‌های اجتماعی، اقتصادی و اخلاقی جامعهٔ امروزی افغانستان ساخته شده و تلاش دارد تا روایتی انسانی، ساده و در عین حال عمیق از تقابل صداقت با فساد، ایمان با بی‌قیدی، و تلاش با سوءاستفاده را به نمایش بگذارد.
این سریال حاصل ماه‌ها کار فشرده گروهی از نویسندگان، کارگردانان، بازیگران جوان و باتجربه و متخصصان پشت صحنه است که با وجود کمبود منابع و چالش‌های امنیتی و فرهنگی، اثری درخور توجه را به ثمر رساندند. پخش اینترنتی این سریال از طریق پلتفرم یوتیوب، نوعی تحول رسانه‌ای در افغانستان محسوب می‌شود و نشان‌دهندهٔ رویکرد نوین نسل جدید هنرمندان افغانستان در استفاده از فضای مجازی به‌عنوان جایگزینی برای تلویزیون سنتی است.

## خلاصه داستان
در هستهٔ داستان، شخصیت احمد قرار دارد: مردی جوان، پاک‌سرشت، و مؤمن که از روستا به شهر می‌آید. احمد، برخلاف جریان فساد و فریبکاری که در اطرافش جریان دارد، به اصول اخلاقی و دینی خود پایبند می‌ماند. او نماد انسان دیندار معاصر است که با وجود سختی‌ها، ایمان خود را از دست نمی‌دهد.
سلیم، پسر مالک شرکت، تضاد کاملی با احمد دارد. او دچار اعتیاد است، در بدهی غرق شده، و به‌خاطر زندگی مرفه پدرش، هیچ‌گاه مسئولیت‌پذیری نیاموخته است. توطئه‌چینی‌های او علیه احمد بازتاب واقعیتی تلخ از تضاد طبقاتی، حسادت، و بی‌عدالتی در جامعه است.
شخصیت رضیه، دختر مالک، نماد تحول و بیداری اخلاقی است. او به‌تدریج تحت تأثیر رفتار متین و اخلاق‌مدار احمد قرار می‌گیرد و به‌جای حمایت کورکورانه از برادرش، جانب حقیقت را می‌گیرد. رابطهٔ احمد و رضیه، به‌رغم تفاوت‌های طبقاتی، داستانی از اتحاد بر پایهٔ ارزش‌های انسانی را به نمایش می‌گذارد.
نقطهٔ اوج داستان زمانی است که احمد قربانی دسیسهٔ سلیم می‌شود، اما با گذشت زمان و نمایان شدن حقیقت، نه‌تنها از اتهام تبرئه می‌شود، بلکه مورد تحسین و احترام قرار می‌گیرد. این پیروزی اخلاقی در پایان سریال، پیام اصلی سازندگان را به مخاطب منتقل می‌کند: خداوند بالا سر همه است و عدالت، گرچه دیر، اما حتماً پیروز می‌شود.

## شخصیت ها
مسیح‌الله احمدزی (احمد): با چهره‌ای صادقانه و بازی کنترل‌شده، احمدزی توانسته تصویر روشنی از یک مرد پرهیزگار و در عین حال واقع‌بین را ارائه دهد. احمد نه معصوم کامل است و نه شکست‌ناپذیر، اما همواره در تلاش است انسان خوبی باشد.
سید صابر هاشمی (سلیم): با بازی درخشان و انرژی بالا، شخصیت منفی سلیم را به شکلی باورپذیر به تصویر می‌کشد. او گاهی حتی حس ترحم مخاطب را برمی‌انگیزد که نشان‌دهندهٔ عمق لایه‌های روانی نقش است.
افراسیاب عرب‌زاده (مالک): با وقار و تسلط خاصی، نقش پدری با چالش‌های اخلاقی را ایفا می‌کند. او بین فرزند خود و خدمت‌کارش، در نهایت جانب حقیقت را می‌گیرد و این تصمیم‌گیری، نقطهٔ عطفی در سیر داستان است.
دیانا سادات (رضیه): توانسته شخصیتی زنانه، خردمند و دگرگون‌شونده را به نمایش بگذارد که از انفعال به سمت کنش اخلاقی حرکت می‌کند.

## عوامل تولید
نویسنده و کارگردان: قربان میرزایی
تهیه‌کننده: سید محمد تقی حیدری
مدیر تولید: سید رضا احسانی
تصویربرداران: کاظم ریحان، محمد عمر فرمولی
تدوین‌گر: مجتبی غلامی
موسیقی: عرفان قاسمی
گریمور: ستایش عطایی، سیماگل عباسی
طراح صحنه: همایون شفایی

## پخش و بازخورد
این سریال از طریق کانال یوتیوب نمارسانه منتشر شده و توانسته است توجه مخاطبان زیادی را جلب کند.